# Batalla de Fraga
La batalla de Fraga tuvo lugar en julio de 1134 en Fraga (provincia de Huesca) entre las tropas cristianas de Alfonso el Batallador, rey de Aragón, y varias fuerzas almorávides que acudieron en socorro de Fraga, que había sido sitiada por Alfonso. Los almorávides vencieron en la batalla y al poco falleció el rey Alfonso.

## Antecedentes
Desde la segunda mitad del siglo XI, los reyes de Aragón y los condes de Barcelona y de Urgel trataron con obstinación de conquistar las plazas fuertes fronterizas musulmanas de la Marca Superior en la zona de los cursos bajos del Segre y del Cinca hasta la desembocadura del Ebro, una región rica y muy activa con salida al Mediterráneo, cuyas ciudades más importantes eran Lérida, Mequinenza, Fraga y Tortosa. La zona era rica en comercio y de agricultura muy productiva. Pero por otro lado la región era constantemente objeto de encuentros armados y saqueos, por lo que las fortalezas eran numerosas en la zona y por ello poseía abundantes torres de vigía (burdj) y algunos enclaves, refugios subterráneos (sirdad), donde sus ocupantes se protegían en caso de ataque.

## La batalla
En la primavera de 1134, Alfonso el Batallador, rey de Aragón y de Pamplona, a quien los musulmanes llamaban «Ibn Rudmir» (el hijo de Ramiro) o «al-Farandji»— sitió Fraga con sus tropas. La respuesta no se hizo esperar: el gobernador de Córdoba, hijo del emir almorávid Alí ben Yūsuf, equipó una tropa de 2000 hombres a caballo con todos los víveres necesarios; por su parte, el emir de Murcia y Valencia armó 500 caballeros y el gobernador de Lérida otros 200. Una vez reunidas estas tropas, llegaron a la vista de la ciudad asediada con el fin de socorrerla. Era el martes 17 de julio de 1134. Alfonso el Batallador, consciente de su superioridad numérica, menospreció la fuerza de esta tropa: «Id a recibir el regalo que nos traen estos infieles». Fue el gobernador de Lérida, Ibn ‘Iyad, el que efectuó la carga. Las filas adversarias se rompieron bajo el asalto y los cristianos se encontraron a partir de ese momento con verdaderas dificultades. No obstante, todavía seguro de su superioridad, el Batallador se puso por fin a la cabeza de sus tropas. Se topó con la caballería del gobernador de Murcia, Yahya ben Ganiya - al que las crónicas cristianas llamaban Avengania - , que, junto con la de Ibn ‘Iyad, diezmó a los cristianos. Entonces los habitantes de Fraga, la mayoría de origen árabe, realizaron una salida hacia el campamento de las tiendas enemigas; los hombres mataban y las mujeres saqueaban. Se llevaron las provisiones hacia el interior de las murallas. Fue el momento escogido por el Avengania para atacar con su caballería y aniquilar las tropas cristianas.
Habiendo perdido a la mayor parte de sus hombres, entre ellos los obispos de Huesca (Arnaldo Dodón), de Barbastro (Pedro Guillón) y de Lescar (Guido de Lons, este último prisionero), el abad Durando de San Victorián y el joven Céntulo de Bearne, hijo del fallecido Gastón IV, vizconde de Bearne y señor de Zaragoza. Al rey Alfonso no le quedó otra solución que huir, y así lo hizo para refugiarse en Zaragoza. Moriría 54 días más tarde en Poleñino, el 7 de septiembre de 1134.